# Drake & Josh: Really Big Shrimp
Drake & Josh: Really Big Shrimp (br: Drake & Josh: O Super Camarão) é um filme estadunidense de 2007. O filme foi produzido pela Nickelodeon Movies e estrelado por Drake Bell e Josh Peck. É dirigido por Drake Bell e Steve Hoefer. O filme é o segundo da série de televisão, estadunidense, Drake & Josh.  

## Sinopse
Drake finalmente recebe uma proposta da gravadora Spin City Records com Josh como seu empresário. O produtor parece totalmente frio com ele – até a sua música ser pedida para tocar no comercial da "Daka Calçados", mas a música foi editada, e uns remixes com algumas batidas pop, foram adicionadas criando a fúria de Drake, porque Josh assinou um contrato que dá aos produtores qualquer direito sobre a música. Drake então demite Josh, ficando desapontado com o próprio. Josh então troca o CD remixado pela música original, a música original é tocada no comercial, Drake assiste a TV no momento e abraça Josh. A produção contata Drake e diz que ele e Josh iram pagar multa, e poderão ficar presos. Além disso, Mindy decide trabalhar no "Cinema Premiere" para se aproximar de Josh, o plano vai por água a baixo, e realmente não funciona. Helen faz um acordo com Craig e Eric para gravarem o casamento dela com Buzz. Entretanto, o casamento de Helen muito perto, a avó de Helen fica na casa de Drake e Josh que devem lidar com a situação e ainda dividir o quarto com ela. Walter, Audrey e Megan não gostam da idéia no começo, mas aceitam. O gerente da Spin City Records viu realmente que a música do jeito de Drake ficou muito melhor, então fica muito feliz com a troca dos CDs, e parabeniza Drake e Josh. No fim do show de Drake, Josh recebe o colete dourado de Helen e volta com Mindy, após tanto conflitos no relacionamento. 

## Elenco

### Elenco principal
- Drake Bell - Drake Parker
- Josh Peck - Josh Nichols
- Miranda Cosgrove - Megan Parker
- Jonathan Goldstein - Walter Nichols
- Nancy Sullivan - Audrey Parker

### Elenco secundário
- Yvette Nicole Brown - Helen Ophelia
- Jerry Trainor - Steve Doido
- Scott Halberstadt - Eric Blonowitz
- Alec Medlock - Craig Ramirez
- Allison Scagliotti-Smith - Mindy Crenshaw
- Jake Farrow - Gavin Mitchell
- Julia Duffy - Srtª Hayfer

## Fim da série
O filme Drake & Josh: Really Big Shrimp foi a última produção da série Drake & Josh.
Antes do terceiro filme Merry Christmas, Drake & Josh que não faz parte de nenhuma temporada. 